# Perșinari
Perșinari es una comuna ubicada en el distrito de Dâmbovița, Rumania.

## Superficie
Posee una superficie de 16,24 kilómetros cuadrados.

## Demografía
Hasta 2021 la población era de 2519 habitantes, con una densidad de población de 155,1 habitantes por kilómetro cuadrado.